# Tsivoka testaceipes
Tsivoka testaceipes är en skalbaggsart som först beskrevs av Leon Fairmaire 1889.  Tsivoka testaceipes ingår i släktet Tsivoka och familjen långhorningar.
Artens utbredningsområde är Madagaskar. Inga underarter finns listade i Catalogue of Life.